# Żurawka (obwód doniecki)
Żurawka (ukr. Журавка) – wieś na Ukrainie, w obwodzie donieckim, w rejonie pokrowskim, w hromadzie Hrodiwka. W 2001 liczyła 181 mieszkańców.